# باتمان (فلم 1966)
باتمان ومعروف أيضا باسم باتمان: الفيلم هو فيلم أمريكي من إنتاج عام 1966، مبني على المسلسل التلفزيوني باتمان، وهو أول فيلم روائي طويل لشخصية باتمان الخاصة بدي سي كوميكس، الفيلم من توزيع شركة تونتيث سينتشوري فوكس، وبطولة اآدم ويست في دور باتمان وبورت وورد في دور روبن.
صدر الفيلم في يوليو، وعرض في دور العرض لمدة أكثر من شهر بعد الحلقة الأخيرة من الموسم الأول من المسلسل التلفزيوني. وشمل الفيلم معظم الممثلون بالمسلسل التلفزيوني، باستثناء لي ميريويذر في دور المرأة القطة، وقد لعبت دور الشخصية سابقا جولي نيومار في حلقتين من «الموسم الأول» للمسلسل.

## القصة
عندما يعلم باتمان (ويست) وروبن (وورد) أن العميد شميدلاب (ريجنالد ديني) في خطر على متن يخته، يقوموا بمهمة إنقاذ باستخدام باتكوبتر. وعندما ينزل باتمان من على سلم بات للهبوط على اليخت، يختفي اليخت فجأة من تحته فيسقط. وتهاجم سمكة قرش ساقه في البحر. فيتخلص باتمان منها باستخدام طارد سمك القرش، تنفجر سمكة القرش. يعود باتمان وروبن إلى مكتب المفوض غوردون، حيث يستنتجوا أنهم قد وقعوا في فخ نصبه لهم اتحاد العالم السفلي، مجموعة مكونة من أربعة من أخطر الأشرار في مدينة غوثام (الجوكر، البطريق، ريدلر، المرأة القطة)
قام اتحاد العالم السفلي بتجهيز أنفسهم بديهيدراتور والذي يمكنه تحويل البشر إلى تراب (من اختراع العميد شميدلاب، الذي يجهل أنه قد خطف)، غواصة مصنوعة بشكل شبيه بالبطريق، وأتباع البطريق هم القراصنة الثلاث (بلوبيرد، مورغان وكيتش). وتم الكشف أن اليخت هو عبارة عن صورة وهمية باستخدام جهاز عرض. عندما يعود الثنائي الديناميكي (باتمان وروبن) إلى العوامة لإخفاء جهاز العرض، يقعوا في فخ ويحتجزوا على العوامة بواسطة مغناطيس ويطلق عليهم طوربيدات. يستخدموا المفجر اللاسلكي لتدمير اثنين من هذه الطوربيدات، ويضحي خنزير بحر بنفسه لاعتراض الطوربيد الأخير. تتنكر المرأة القطة في زي الصحفية السوفياتية «ميس كيتكا»، وتساعد المجموعة على خطف بروس واين وتتظاهر بأنها قد اختطفت معه، كجزء من المخطط لجذب باتمان والقضاء عليه باستخدام أحد حيوانات البطريق المتفجرة (هم لا يعرفوا أن واين هو باتمان). بعد هروب بروس من الأسر يتنكر البطريق بشخصية العميد ويشق طريقه إلى كهف بات مع خمسة أتباع مسلحين بديهيدراتور. فشلت هذه الخطة عندما يختفي الأتباع بشكل غير متوقع في المادة المضادة بضربة واحدة: يخطأ البطريق ويقوم بترطيبهم باستخدام الماء الثقيل، والذي يستخدم لإعادة شحن المفاعل النووي في كهف بات.
في نهاية المطاف لم يستطع الثنائي منع اختطاف وتجفيف أعضاء مجلس أمن الأمم المتحدة. وبعد مطاردة باستخدام قارب بات لاسترجاعهم، يستخدم روبن سلاح صوتي لتعطيل غواصة البطريق وإجبارها على الصعود للسطح، ثم بعد ذلك تحدث معركة. على الرغم من فوز باتمان وروبن بالمعركة، يحزن باتمان لمعرفة أن «حبه الحقيقي» ميس كيتكا هي في الواقع المرأة القطة بعد سقوط قناعها. يكسر العميد شميدلاب دون قصد القارورة التي تحتوي على تراب أعضاء المجلس المجففين، ويخلطها معا.
يبدأ باتمان العمل، ويبني مرشح محكم لفصل التراب المختلط. يسأله روبن أنه ربما يكون في مصلحة العالم تغيير عينات الغبار، حتى لا يضر البشر بعضهم البعض بعد الآن. وردا على ذلك يقول باتمان أنهم لا يستطيعون القيام بذلك، مذكرا روبن من مصير أتباع البطريق، ويمكنهم فقط أن يأملوا أن تتعلم الناس كيف تعيش معا بسلام من تلقاء نفسها، وبعد فترة، يتم استعادة جميع أعضاء مجلس الأمن.

## الممثلون
- آدم ويست: (بروس واين / باتمان)
- بورت وورد: (ديك غرايسون / روبن)
- لي ميريويذر: (المرأة القطة)
- سيزار روميرو: (الجوكر)
- بيرجس ميريديث: (البطريق)

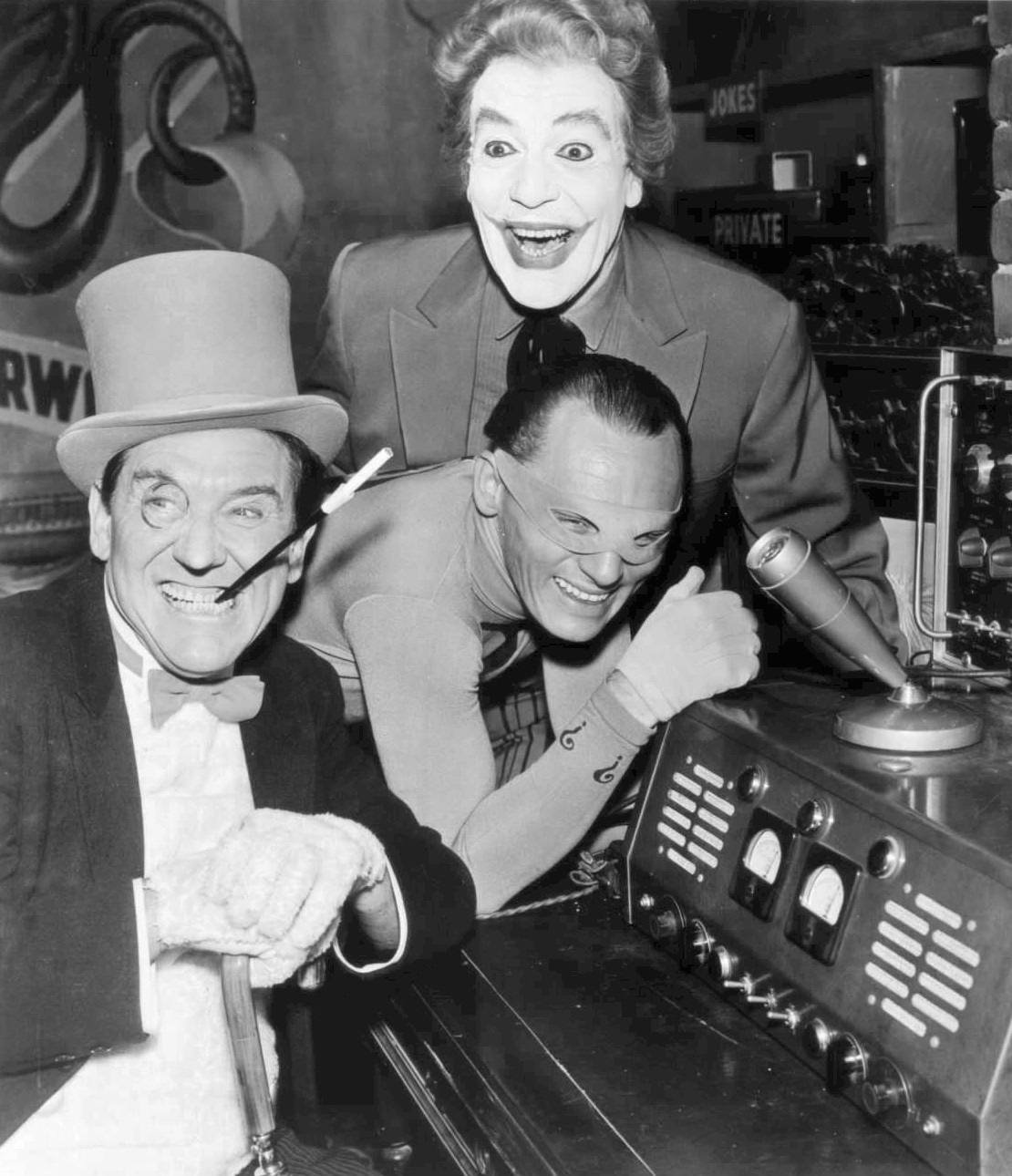
البطريق (بيرجس ميريديث)، ريدلر (فرانك غورشين) والجوكر (سيزار روميرو) في عام 1966.

- فرانك غورشين: (رجل الأرغاز "ريدلر")
- آلان نابير: (ألفريد بينيورث)
- نيل هاميلتون: (المفوض جايمس جوردون)
- ستافورد ريب: (المدير مايلز اوهارا)
- مايج بليك: (العمة هارييت كوبر)
- ريجنالد ديني: (العميد شميدلاب)
- ميلتون فروم: (نائب الاميرال فانجشلايستر)
- جيل بيركنز: (بلوبيرد)
- ديك كروكيت: (مورغان)
- جورج ساوايا: (كيتش)
- وليام دوزير: (ديزموند الراوي)
- فان وليامز: (صوت الرئيس ليندون جونسون)

ويشمل الفيلم معظم ممثلين المسلسل التلفزيوني الأصلي: وهم ممثلي شخصيات باتمان وروبين، ألفريد، المفوض جوردون، المدير أوهارا، العمة هارييت، الجوكر، البطريق، كلهم كرروا أدوارهم. وبالرغم من أن جولي نيومار قد لعبت دور المرأة القطة في حلقتين من المسلسل التلفزيوني، فقد كان لديها ارتباطات أخرى في ذلك الوقت وحل محلها الممثلة لي ميريويذر في الفيلم. وذكرت ميريويذر في حديث صحفي أن نومر قد قسمت ظهرها وكانت غير قادرة على تجسيد الدور وبعد ذلك لعبت نومر دور المرأة القطة في عشر حلقات من الموسم الثاني من المسلسل؛ ثم بعد ذلك قامت إيرثا كيت بدور الشخصية في ثلاث حلقات في الموسم الثالث.

## وصلات خارجية
- مقالات تستعمل روابط فنية بلا صلة مع ويكي بيانات
- Batman The Movie @ BYTB: Batman Yesterday, Today and Beyond
- kiddiematinee.com: BATMAN (1966, U.S.)